# Vasainsaari (ö i Päijänne-Tavastland)
Vasainsaari är en ö i Finland. Den ligger i sjön Päijänne och i kommunen Padasjoki i den ekonomiska regionen  Lahtis ekonomiska region  och landskapet Päijänne-Tavastland, i den södra delen av landet, 140 km norr om huvudstaden Helsingfors. Öns area är 6,6 hektar och dess största längd är 420 meter i nord-sydlig riktning.